# .bj
.bj là tên miền Internet quốc gia (ccTLD) dành cho Bénin. Nó được quản lý bởi Cơ quan Đài và Viễn thông Benin.